# Филатов, Николай Николаевич (гидролог)
Николай Николаевич Фила́тов (род. 9 апреля 1945, Ленинград) — советский и российский учёный-гидролог, доктор географических наук, Заслуженный деятель науки Республики Карелия (2001), Заслуженный деятель науки Российской Федерации (2006), Член-корреспондент РАН (2008).

## Биография
После окончания в 1971 году факультета географии Ленинградского государственного университета учился в аспирантуре Института озероведения АН СССР.
С 1988 года — заведующий отделом водных проблем Карельского филиала АН СССР.
В 1991—2013 годах — организатор и первый директор Института водных проблем Севера.
Заведующий лаборатории географии и гидрологии Института водных проблем Севера КарНЦ РАН, советник Карельского научного центра РАН, профессор кафедры географии Института педагогики и психологии ПетрГУ.
Член Президиума Русского географического общества.

## Награды
- Заслуженный деятель науки Российской Федерации (2006)
- Заслуженный деятель науки Республики Карелия (2001)
- Почётная грамота Президента Российской Федерации (5 февраля 2024 года) — за заслуги в развитии отечественной науки, многолетнюю плодотворную деятельность и в связи с 300-летием со дня основания Российской академии наук[2]
- Премия им. К. Я. Кондратьева СПбО РАН (2025) — за цикл работ «Диагноз и прогноз термогидродинамики и экосистем континентальных водоёмов России»[3]

## Сочинения
Является автором и соавтором более 350 научных трудов.
- Динамика озёр / Н. Н. Филатов. — Л. : Гидрометеоиздат, 1983. — 166 с. : ил.; 21 см.
- Гидродинамика озёр. — Л., 1991
- Гидрофизика и экология озёр / К. В. Показеев, Н. Н. Филатов. — Москва : Физический факультет МГУ, 2002 — (Тип. изд-ва). — 22 см; ISBN 5-8279-0027-3
- Изменения климата Восточной Фенноскандии и уровня воды крупнейших озёр Европы = Climate change and variability of Eastern Fennoscandia and water level fluctuations of largest lakes of Europe / Н. Н. Филатов ; [Российская акад. наук, Карельский научный центр, Ин-т водных проблем Севера]. — Петрозаводск : Карельский научный центр РАН, 1997. — 146 с. : ил., к., табл.; 20 см; ISBN 5-201-07991-1 : 300 экз.
- Географические информационные системы. Применение ГИС при изучении окружающей среды : Учеб. пособие / Н. Н. Филатов; Карел. гос. пед. ун-т. — Петрозаводск : Изд-во КГПУ, 1997. — 103 с. : ил.; 24 см; ISBN 5-900225-50-X
- Физика и экология озёр: в 2 Т. — М., 2002—2004
- Озера Карелии : Справочник / под ред. Н. Н. Филатова, В. И. Кухарева. — Петрозаводск: КарНЦ РАН, 2013. — 464 с. — 500 экз. — ISBN 987-5-9274-0450-6.